# Lista do Patrimônio Mundial no Paquistão
A Organização das Nações Unidas para a Educação, a Ciência e a Cultura (UNESCO) propôs um plano de proteção aos bens culturais do mundo, através do Comité sobre a Proteção do Património Mundial Cultural e Natural, aprovado em 1972. Esta é uma lista do Patrimônio Mundial existente no Paquistão, especificamente classificada pela UNESCO e elaborada de acordo com dez principais critérios cujos pontos são julgados por especialistas na área. O Paquistão, que ocupa um extenso território historicamente agregador das culturas islâmica, hindu e mongol, ratificou a convenção em 23 de julho de 1976, tornando seus locais históricos elegíveis para inclusão na lista.
Ruínas Arqueológicas de Moenjodaro, Taxila e Ruínas Budistas de Takht-i-Bahi e Vestígios de Sahr-i-Bahlol foram os três primeiros locais do Paquistão incluídos na Lista do Patrimônio Mundial da UNESCO por ocasião da IVª Sessão do Comité do Patrimônio Mundial, realizada em Paris (França) em 1980. No ano seguinte, foram incluídos os sítios de Forte e Jardins de Shalimar em Lahore e Monumentos Históricos de Thatta. Em 1997, a organização reconheceu o sítio Forte de Rohtas e este segue sendo até os dias atuais como o mais recente sítio do Paquistão declarado Patrimônio Mundial da Humanidade. Desde esta mais recente inclusão, o Paquistão totaliza 6 sítios declarados como Patrimônio Mundial, sendo todos eles de interesse cultural e todos localizados no território do país. 

## Bens culturais e naturais
O Paquistão conta atualmente com os seguintes lugares declarados como Patrimônio da Humanidade pela UNESCO:
| | Ruínas Arqueológicas de Moenjodaro |
| Bem cultural inscrito em 1980. |                                    |
| Localização: Sind |                                    |
| Este local abriga as ruínas de uma imensa cidade no Vale do Indo, construída inteiramente em adobe no terceiro milênio a.C. A acrópole erguida em enormes aterros, muros e o rigoroso planejamento do layout da cidade baixa atestam a existência de um urbanismo primitivo estritamente planejado. (UNESCO/BPI) |                                    |

| | Taxila |
| Bem cultural inscrito em 1980. |        |
| Localização: Punjab |        |
| Desde a construção do antigo monte neolítico de Saraikala até a construção da cidade de Sirsukh no século I d.D. C., passando pela ereção dos muros de Sirkap no século II a.C.C., o cerco de Taxila ilustra os estágios do desenvolvimento urbano de uma cidade no Vale do Indo, submetido sucessivamente à influência da Pérsia, Grécia e Ásia Central. Do século V .C até o século I.C. também abrigava um importante centro de ensino budista. (UNESCO/BPI) |        |

| | Ruínas Budistas de Takht-i-Bahi e Vestígios de Sahr-i-Bahlol |
| Bem cultural inscrito em 1980. |                                                              |
| Localização: Fronteira Noroeste |                                                              |
| O conjunto monástico budista de Takht-i-Bahi (Trono de Origens) foi fundado no início do século I. Sua localização no topo de um morro alto o salvou de sucessivas invasões da região, o que explica seu bom estado de conservação. Nas proximidades estão as ruínas de Sahr-i-Bahlol, uma pequena cidade fortificada da mesma época. (UNESCO/BPI) |                                                              |

| | Monumentos Históricos de Thatta |
| Bem cultural inscrito em 1981. |                                 |
| Localização: Sind |                                 |
| Capital de três dinastias sucessivas, antes de cair sob o domínio dos imperadores mughal de Délhi, a cidade de Thatta foi continuamente embelezada entre os séculos XI4 e XVIII. Os remanescentes desta cidade e sua necrópole são um testemunho excepcional da civilização sind. (UNESCO/BPI) |                                 |

| | Forte e Jardins de Shalimar em Lahore |
| Bem cultural inscrito em 1981. |                                       |
| Localização: Punjab |                                       |
| Este local compreende duas obras-primas do auge da civilização Mughal, na época do Imperador Sha Jahan. O forte de Lahore inclui em suas paredes um conjunto de palácios e mesquitas de mármore adornadas com mosaicos e douradas. Nas proximidades da cidade, os esplêndidos jardins de Shalamar, escalonados em três terraços, oferecem um exemplo inigualáveis de refinamento artístico com seus pavilhões, cachoeiras e vastas lagoas. (UNESCO/BPI) |                                       |

| | Forte de Rohtas |
| Bem cultural inscrito em 1997. |                 |
| Localização: Punjab |                 |
| Depois de derrotar o imperador Mughal Humayun em 1541, Sher Sha Suri ordenou a construção de um conjunto de fortificações em Rothas, um local estratégico localizado no norte do atual Paquistão. Este forte, chamado Qila Rohtas, nunca foi conquistado e permaneceu intacto até hoje. A principal fortificação é uma parede de mais de quatro quilômetros de perímetro equipado com bastiões e portões monumentais. Este forte é um exemplo excepcional da antiga arquitetura militar muçulmana nesta região da Ásia. (UNESCO/BPI) |                 |